# Palacio de Justicia del Condado de Sheridan (Wyoming)
El Palacio de Justicia del Condado de Sheridan, ubicado en la intersección de las calles Burkett y Main en Sheridan, es la sede del gobierno del condado de Sheridan, Wyoming (Estados Unidos). Construido entre 1904 y 1905, el palacio de justicia fue el primero construido en el condado. La firma de Link & McAllister diseñó el palacio de justicia; su diseño presenta elementos de los estilos Classical Revival y Beaux-Arts . El palacio de justicia está rematado por una cúpula octogonal con ventanas ovales y rectangulares y una balaustrada . La entrada del edificio presenta un frontón y friso sostenido por dos columnas jónicas . En 1913, se agregó una cárcel con la residencia de un alguacil al sitio del juzgado; este edificio tiene un diseño similar al palacio de justicia.
El palacio de justicia se agregó al Registro Nacional de Lugares Históricos el 15 de noviembre de 1982. 